# Magelona dakini
Magelona dakini är en ringmaskart som beskrevs av Jones 1978. Magelona dakini ingår i släktet Magelona och familjen Magelonidae.
Artens utbredningsområde är havet kring Nya Zeeland. Inga underarter finns listade i Catalogue of Life.